# Catolicismo liberal
La corriente que durante el siglo XIX se denominó catolicismo liberal tiene raíces que se remontan varios siglos atrás. En este caso, a la época del Renacimiento, ligadas al llamado humanismo cristiano, cuyo principal exponente fue Erasmo de Róterdam, y para el caso español, el grupo de intelectuales reunidos en torno a la Universidad de Alcalá de Henares, fundada por el cardenal Jiménez de Cisneros. 
Más adelante, en el siglo XVIII, la Ilustración influyó en varios círculos de católicos franceses, belgas, alemanes y neerlandeses, constituyéndose doctrinas (galicanismo, molinismo y josefismo, entre otras) que exaltaban el individualismo y la racionalización de las concepciones y expresiones religiosas (libre albedrío, moral austera, rechazo a las prácticas barrocas) al igual que una modificación de la organización religiosa, al apoyar los intentos de creación de Iglesias nacionales.

## El neocatolicismo
Luego de la Revolución Francesa, y a raíz del avance del liberalismo en Europa, además de la reacción de gran parte del clero católico, guiado por el papa, se dio así mismo una nueva etapa del intento de conciliación entre los principios cristianos y las ideas surgidas de la Ilustración. Este intento fue liderado en su mayoría por laicos y el bajo clero. Sus propuestas, con mayor o menor éxito, influyeron sobre la Iglesia en la manera de ver las nuevas condiciones político-sociales. De acuerdo con algunos especialistas, este intento se inscribe dentro de una tendencia intelectual denominada neocatolicismo y es definida por el primero como una propuesta de «escritores de la fe católica que modificaron la expresión de esta fe para justificarla a los ojos de un público moderno separado de la Iglesia».
El neocatolicismo tuvo mucha influencia del catolicismo ilustrado del siglo XVIII. Por otra parte, las propuestas neocatólicas durante el siglo XIX, época caracterizada por un dominio de las corrientes tradicionalistas en la institución eclesiástica, tuvieron que soportar resistencias externas e internas, teniendo que adoptar entonces posiciones defensivas.
La oportunidad para estas corrientes se dio gracias a que si bien la ciencia moderna había quitado a la religión la posibilidad de explicar el mundo y el destino del ser humano, no había podido aportar por sí misma nada que pudiera reemplazar los valores morales tradicionalmente unidos a la representación religiosa del universo. De esta forma la religión logró mantenerse en escena con credibilidad; por otra parte ella tenía la ventaja de que la verdad que enseñaba incluía el destino del hombre, algo que la filosofía de las luces no podía ofrecer.
Sin embargo, aceptar como parte del "plan de Dios" aquellos valores modernos que gran parte de la institución eclesiástica rechazaba suscitó resistencias internas. Las corrientes neocatólicas -que tuvieron su gran centro de difusión en Francia y Bélgica- al tener la característica de ser un cálculo conservador conjugado con una apertura al futuro, causaron controversia tanto en sectores del catolicismo como en el público profano, quien nunca les aseguró un buen porvenir.
Los primeros pensadores neocatólicos fueron principalmente Ballance, Chateaubriand y luego Félicité Robert de Lamennais. Posteriormente otros escritores continuaron desarrollando sus legados, aunque tomando opciones que giraron, en torno al socialismo, o hacia el liberalismo, distanciándose mutuamente. Encontramos en esta etapa, entre muchos otros, a Charles de Coux, Philippe Bucheoz, Fréderick Le Play y la llamada Escuela de Angers. No sobra recordar que este proceso de adaptación e intercambio entre el catolicismo y el mundo secular continuó desarrollándose hasta nuestros tiempos, teniendo su momento de reconocimiento por parte de la institución eclesiástica con el Concilio Vaticano II (1962-1965).
Ballanche (1776-1847), escritor francés, mostró el camino. El primer paso lo dio en 1801 cuando publicó Du Sentiment (Del Sentimiento). Veinte años después ya había expresado la idea de un cristianismo adaptado al presente, sujeto a la ley del progreso público. El mérito de Ballanche estuvo en hacer del cambio una ley de Dios: en la marcha irresistible del género humano Dios estaba sobreentendido. Para Ballanche, además, la filosofía de las luces se convertía en una emancipación tardía del evangelio. Apoderándose del pensamiento de los filósofos iluministas y tras dejar a un lado los aspectos considerados exagerados encontró los elementos que podían ser recuperados en beneficio del cristianismo: la filantropía filosófica y el deseo de igualdad que la constituye. En síntesis, el gran aporte de Ballanche fue la justificación teológica del cambio, si bien no se atrevió a avanzar al terreno de lo político, labor que sí efectuaron Chateaubriand y Lamennais.
Otro escritor neocatólico de reconocida influencia fue François Renato de Chateaubriand (1768 - 1848). Poseedor de una gran riqueza de estilo y elocuencia en sus obras, dio un segundo paso al suministrar al neocatolicismo uno de sus temas principales: comunicar a la fe los «colores de la sensibilidad moderna». Formado inicialmente en la polémica contra los filósofos de la ilustración, comenzó luego a buscar una conciliación por medio de la rehabilitación de la religión frente al menosprecio de la razón filosófica. Hacia 1825 recibió la idea de colocar al evangelio en el corazón de la política moderna llegando a la idea de un catolicismo liberal. Acogió con gusto el movimiento Lamennasiano cuando este se fundó en 1830. A diferencia de Ballanche, Chateaubriand no vio impedimentos teológicos en la alianza con el liberalismo. Para ello destacó que el cristianismo encerraba dentro de sí la «ley de la moral», es decir, la igualdad, la libertad y la fraternidad, incorporando así el cambio y el progreso humano a los planes de Dios. Llamaba entonces a la institución eclesiástica a no rechazarlo, pues de lo contrario correría el riesgo de hacerse «ahistórica», elemento contradictorio con su naturaleza: crecer y adaptarse a los tiempos y circunstancias. Chateaubriand no obstante, consideraba el dogma como inalterable, condición básica para mantener el otro elemento de la naturaleza del cristianismo: la perpetuidad.
Una vez admitida la unión entre la religión y la filosofía, no comprendía entonces por qué los católicos y protestantes permanecían separados; era necesario lograr la reunificación, con algunas concesiones de una parte y de otra, y de este modo hallar un nuevo esplendor para el cristianismo. Para que este nuevo esplendor fuera completo, Chateaubriand creía que el cristianismo debía separarse del poder temporal:

Cuando las naciones perdieron sus derechos, la religión que entonces era la única ilustrada y poderosa, se convirtió en su depositaria [...] pero esto ya no es necesario, pues los pueblos recobraron este derecho...

Así, propuso al papado la abdicación de sus funciones temporales. Separar poder espiritual y poder temporal era indispensable si se quería impedir que la religión «languideciera degenerada». Pero sus propuestas -como las de todo el movimiento neocatólico- no solo fueron desatendidas por la mayor parte de la jerarquía católica, sino que recibieron fuertes recriminaciones, ante las cuales Chateaubriand cedió; y es que en la Europa de la época para mantenerse católico era preciso resignarse, como él y Ballanche lo hicieron, a que sus ideas no fueran escuchadas.
Félicité Robert de Lamennais, fue otro de los grandes pensadores neocatólicos. Su caso es particular, porque comenzó como un entusiasta ultramontano, y terminó fuera de la Iglesia Católica exponiendo una particular versión del socialismo cristiano. En este caminar, aportó también a la formación del catolicismo liberal. Comentemos, a continuación, lo referente a su etapa liberal, hasta su ruptura con el catolicismo romano.
Lamennais, apoyando el ultramontanismo, en su tarea de defender la supremacía del papado, paradójicamente, fue atacando el galicanismo de tal manera, que lo hizo entrar en lucha con el mismo poder civil. Lamennais, buscando el bien de la Iglesia, pidió continuamente la desvinculación de esta con la causa de las monarquías, propuesta que no causó ninguna gracia entre los miembros de la curia romana.
Hacia 1829 este sacerdote llegó a pensar que la misión de los católicos, constituidos en una especie de tercer partido independiente del poder, era la de conquistar a los liberales, aliándose para lograr reivindicaciones comunes. Así, fundó en 1830 el periódico L'Avenir en el cual hizo su propuesta político religiosa, la cual resumía en: libertad de conciencia y de culto, de tal modo que el poder no se inmiscuyera en la enseñanza y el culto; libertad de prensa, libertad de educación, libertad de asociación intelectual, moral e industrial.
Lamennais consideraba como una fatalidad el alejamiento de la Iglesia de la ciencia - la cual estaba siendo considerada por los positivistas como lo único válido- aunque confiaba en que este alejamiento no sería definitivo y que más adelante se daría al fin la anhelada conciliación.
Estas ideas expuestas en su periódico fueron expandiéndose rápidamente, provocando debates no solo en Europa sino también en América. En lo que respecta a Francia, la actitud de Lamennais en contra del poder temporal provocó un conflicto con la autoridad civil. También recibió la condena de los obispos locales. 
Así, para buscar apoyo, Lamennais marchó en 1831 hacia Roma, siendo mal recibido; para completar, a su regreso tuvo conocimiento de la encíclica Mirari Vos en la cual el papa Gregorio XVI condenaba ciertas tesis defendidas en L’Avenir, especialmente la libertad de prensa y la separación entre la Iglesia y el Estado.
Lamennais dio la impresión de someterse a esta condena; pero después se desahogó en su libro Palabras de un creyente en el cual, utilizando un estilo profético llamó a los pueblos oprimidos a rebelarse en nombre del evangelio. Predijo la muerte de la Iglesia romana, de cuyas cenizas se restablecería viva la Iglesia militante. En su papel de profeta creyó que Dios había cegado a Roma a propósito -como al Faraón Egipcio- para apresurar el desastre y hacer renacer la verdadera Iglesia. Poco después Gregorio XVI hizo una nueva condena del libro de Lamennais en la encíclica Singulari Nos (1834). Lamennais, atrincherado en su orgullo, abandonó el catolicismo romano.
Pese a los golpes y oposiciones, las ideas propiciadas por estos demás pioneros excedieron sus personas y se tradujo en un movimiento más general que la jerarquía eclesiástica no pudo proscribir por completo y que siguió desarrollando la idea de conciliar el dogma con el mundo moderno. Este movimiento no fue homogéneo, existiendo en su interior una diversidad de posiciones. Una de ellas fue el catolicismo liberal, que existió, como corriente de pensamiento y como movimiento político-religioso tanto en Europa como en América Latina.
Los católicos seguidores de esta corriente, sensibles a los valores auténticos del liberalismo, estaban dispuestos a abrirse a una concepción más moderna del hombre, más respetuosa de los derechos de la persona y más individualista; sin embargo eran temerosos de sus excesos. Consideraban al «mundo moderno» como una nueva época, aceptando sus instituciones y sus valores. Por lo tanto, creían necesario ir por delante y mostrarle a una Iglesia dispuesta a encarnarse en él. 
La idea era cristianizar las instituciones liberales como lo había hecho en tiempos pasados con la civilización grecorromana, con el movimiento de autonomía de los municipios en el siglo XII, o con las aspiraciones humanistas del Renacimiento. No obstante, tuvieron que enfrentarse al creciente poderío del catolicismo tradicionalista y sobre todo, a una facción de este, el catolicismo intransigente, que atacaba cualquier intento de conciliación con el mundo moderno.

## La coyuntura de laRevolución de 1848
Esta revolución, que sacudió por efecto dominó la mayor parte de los países de Europa, afectó suficientemente las distintas corrientes del catolicismo, al punto que decidió el declive de una de ellas: el catolicismo utópico, y provocó el debate candente —y a veces inmisericorde— entre las opciones liberal y tradicionalista.
Esta revolución agudizó la crisis de los católicos del continente europeo, respecto a la actitud a tomar frente al mundo moderno. ¿Podía admitirse, o debía rechazarse como intrínsecamente malo? ¿Era una situación irreversible o un mal que debía combatirse? 
El Antiguo Régimen había comenzado con influencia de cristianos y concedía a la Iglesia un lugar en el corazón mismo de la vida nacional. En cambio, los promotores de un régimen político y social nuevo, apenas podían llegar a él, más que combatiendo la influencia de la institución eclesiástica católica y a veces, al mismo cristianismo.
Ese movimiento fue productivo en los países donde los católicos esperaban obtener libertad de acción (como en Alemania y Holanda). En ellos, la redacción de constituciones liberales y la declaración de libertad de cultos y libertad de asociación permitió a las minorías católicas, que hasta entonces permanecían incomunicadas con Roma, iniciar una nueva etapa de organización y crecimiento. En países como Italia, esta revolución favoreció los intereses que buscaban la alianza con el Trono.
En Francia y Bélgica, la Revolución favoreció los intereses de los católicos liberales, quienes, por primera vez, tuvieron una oportunidad para ser escuchados por la jerarquía eclesiástica; y es que la mayor parte de los obispos de estos países, o aceptaron los nuevos regímenes, o al menos, no se opusieron abiertamente.

## Bastiones del catolicismo liberal
Los paladines de esta conciliación en Europa fueron siempre los laicos, quienes de acuerdo a las épocas y lugares, fueron recibiendo la «protección» de sus obispos, los cuales ayudaron a defender su causa frente a la institución eclesiástica y el papado. Los principales bastiones del catolicismo Liberal en las décadas de 1840 a 1870, fueron Francia y Bélgica. Las discusiones suscitadas en estos países fueron más recalcitrantes, consecuencia de la personalidad e influencia de sus protagonistas. Sin embargo, el problema subyacente, -relaciones Iglesia y mundo moderno- era demasiado fundamental como para no tener discusiones análogas en toda Europa occidental y los países latinoamericanos, obviamente, con los matices propios de cada lugar.
El más representativo exponente del catolicismo liberal fue Charles Montalembert (1810-1870). Antiguo discípulo de Lamennais, quiso contrarrestar la influencia de los intransigentes en los organismos de opinión, y buscar un mayor público para su propuesta. Por ello se hizo cargo, en 1855, de Le Correspondant, revista mensual que desde hacía más de 25 años predicaba la alianza entre la Iglesia Católica y la libertad. Bajo su dirección llegó a tener más de 3000 abonados, gracias a nuevos y antiguos aliados: Falloux, Foisset (piadoso magistrado de Dijon), Alberto de Broglie, Agustín Cochin, Lacordaire y Federico Le Play, entre otros.
Montalembert y el catolicismo liberal francés defendió con ahínco la libertad de la Iglesia en los regímenes liberales. Afirmaban que el catolicismo era una religión lo suficientemente fuerte y sólida como para necesitar del apoyo de monarcas y jefes de Estado. Montalembert fue el autor de la célebre exigencia que repitieron después obispos y laicos católicos en los distintos estados liberales: «La Iglesia libre en el Estado libre».
Esta corriente encontró un consejero y frecuentemente un jefe en monseñor Dupanloup, gran lector de los signos de los tiempos, que indicaban que el absolutismo y la monarquía eran cosa del pasado. Por ello no dejó de indignarse contra las diatribas intransigentes y promonarquistas que Veuillot y sus amigos lanzaban desde el periódico L'Univers.
El catolicismo liberal francés tuvo asimismo, adherentes en las grandes órdenes religiosas: en los dominicos, gracias a Fr. Enrique Lacordaire; en el Oratorio, alrededor del Padre Gratry; e incluso entre los jesuitas, con el Padre Ravignan. No obstante, siempre fue un grupo minoritario dentro del catolicismo francés. El catolicismo liberal fuera de Francia tuvo focos importantes en Bélgica, Suiza, Italia, Inglaterra y España.
En Bélgica, los núcleos católico-liberales fueron apoyados por los obispos y los canonistas de la Universidad de Lovaina, quienes, si bien no tenían mayores simpatías por la ideología liberal, eran muy conscientes de las ventajas concretas que ofrecían los regímenes democráticos, y la libertad de la Iglesia frente al Estado.
En Italia el catolicismo liberal tuvo que librar batallas menos polémicas hasta 1848, debido a que el país era más cristiano que Francia y la incredulidad apenas había entrado. Allí, el padre Antonio Rosmini fue un abanderado de la causa católica liberal a través del periódico Il Resorgimento. El núcleo de esta corriente se situaba en el norte de Italia, y pregonaban reformas del catolicismo en sus instituciones e incluso en sus dogmas. Después de 1848, cuando el papa decepcionó a los liberales interesados en la unidad italiana bajo su figura, los católicos liberales se convirtieron en propagadores de la independencia de los Estados Pontificios.
En Inglaterra, la meca del liberalismo económico, un grupo de católicos conversos (entre los cuales estaba John Henry Newman) fundó The Rambler con la intención de reaccionar ante la manifiesta inferioridad intelectual del catolicismo inglés frente a las demás confesiones de Inglaterra, abordando problemas de la cuestión moderna. 
Se fueron lanza en ristre contra la pésima educación del clero católico, cuestionaban la actitud de los obispos, hasta que chocaron con el clero. Los prelados intervinieron para cerrar el periódico, haciendo ver que allí, como en todo el mundo católico, la institución eclesiástica no estaba preparada para admitir iniciativas por parte del laicado.
Al lado de estos grupos minoritarios, pero muy activos e influyentes, se encontraban los numerosos «católicos moderados», es decir, los liberales-católicos y los «inconscientemente liberales» en palabras de Mourain. Ellos abundaron después de 1860 en Europa, y estaban dispuestos a tomar y dejar la enseñanza oficial de la Iglesia en caso de que esta hiriera demasiado sus concepciones intelectuales o políticas. Este tipo de personas fue el que generalmente expuso el ideario católico liberal en los países latinoamericanos, muchas veces a nombre de un partido político.